# Dąbkowice (województwo wielkopolskie)
Dąbkowice – wieś w Polsce, położona w województwie wielkopolskim, w powiecie wągrowieckim, w gminie Wągrowiec.
W latach 1975–1998 Dąbkowice administracyjnie należały do województwa pilskiego.
Przed 2023 r. miejscowość była częścią wsi Kamienica.